# Ron Vlaar
Ron Peter Vlaar (Hensbroek, 16 febbraio 1985) è un ex calciatore olandese, di ruolo difensore.

## Carriera

### Club

#### AZ Alkmaar
Ha cominciato a giocare nelle giovanili dell'AZ Alkmaar ma a causa di diversi infortuni ha esordito in Eredivisie solo nell'aprile 2005, a 20 anni. Poco dopo ha esordito anche in Coppa UEFA, nella semifinale contro lo Sporting Lisbona. In poche partite si rivela un ottimo difensore, tanto da guadagnarsi la convocazione di Marco van Basten nella Nazionale maggiore, nel giugno del 2005. Quattro mesi dopo esordisce contro la Rep. Ceca.

#### Feyenoord
In quella stessa stagione diverse grandi squadre si interessano a lui: Tottenham, Ajax e Feyenoord. Quest'ultima squadra la spunta e mette sotto contratto Vlaar a partire dal gennaio 2006. Nel giugno del 2006, Ron ha fatto parte della nazionale olandese vittoriosa agli Europei Under-21. Passato al Feyenoord, vince di nuovo gli Europei Under-21 nel 2007. Il 7 giugno 2011, diventato capitano nel frattempo, rinnova il suo contratto fino al 30 giugno 2014. Il 13 agosto seguente in Feyenoord-Roda JC tocca quota 100 presenze in campionato con il Feyenoord.

#### Aston Villa

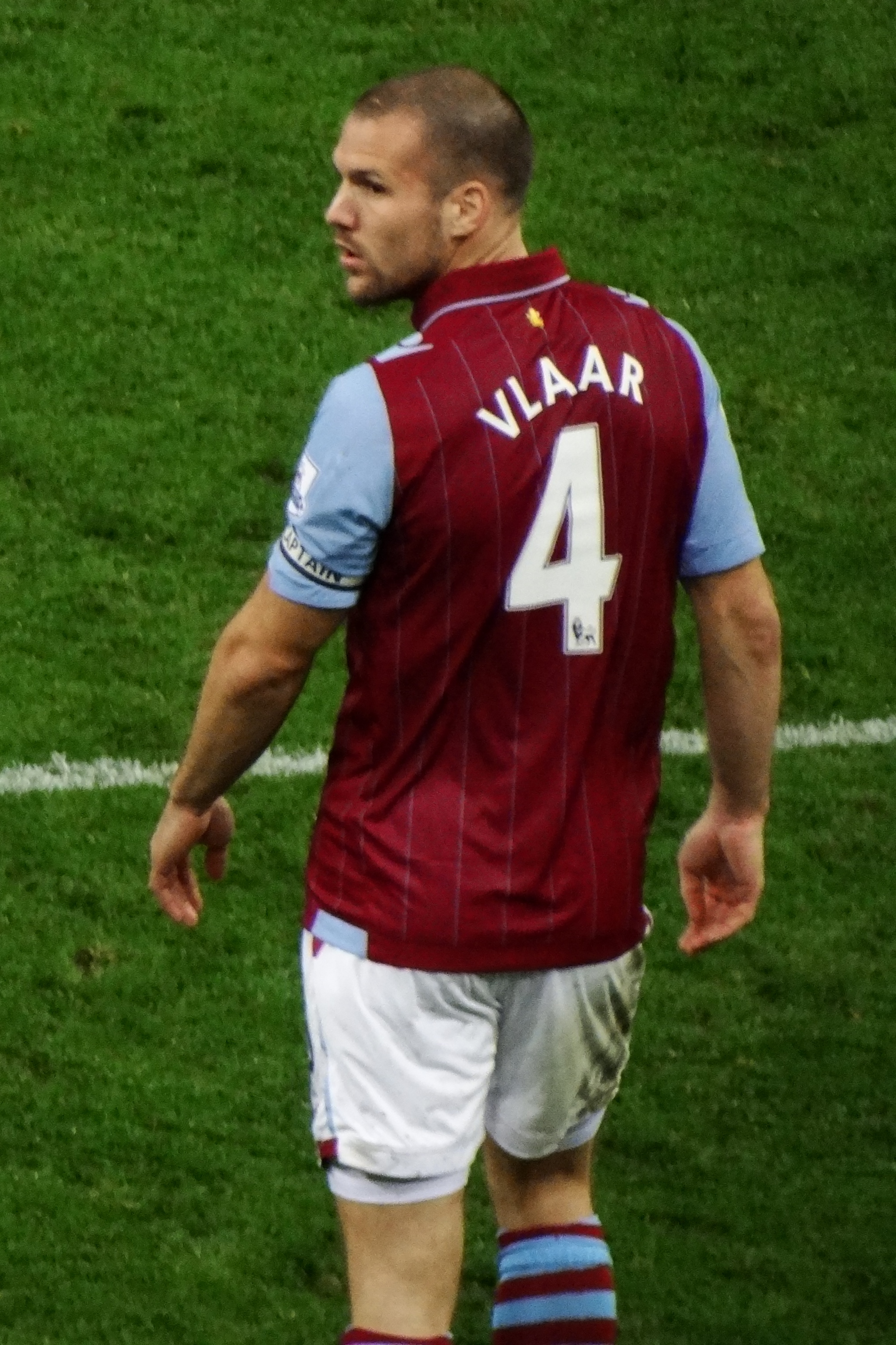
Vlaar con la maglia e fascia da capitano dell'Aston Villa

Il 1º agosto 2012 l'Aston Villa ufficializza il suo acquisto per 4 milioni di euro. Il giocatore firma un triennale e dopo poche giornate di campionato vede già assegnarsi la fascia di capitano dal manager Paul Lambert. Il 29 aprile 2013 realizza il suo primo gol con la maglia dell'Aston Villa in Premier League.
Il 1º luglio 2015 dopo aver rifiutato la proposta di rinnovo del contratto rimane svincolato.

#### Ritorno all'AZ Alkmaar e ritiro
Il 7 dicembre 2015 torna all'AZ Alkmaar società in cui era iniziata la sua carriera con cui firma un contratto di durata annuale.
Il 9 maggio 2016 rinnova il suo contratto per altri due anni fino al 2018 con i The Cheese Farmers . Per via dei troppi infortuni, il 10 febbraio 2021 annuncia il ritiro dal calcio giocato; l'ultima presenza risale al 15 settembre 2020.

### Nazionale
L'8 ottobre 2005 debutta con la maglia dei Paesi Bassi in un match di qualificazione al Mondiale di Germania 2006 contro la nazionale di calcio della Repubblica Ceca. Il 2 giugno 2012 va a segno per la prima volta, in amichevole contro la nazionale di calcio dell'Irlanda del Nord.

## Statistiche

### Presenze e reti nei club
Statistiche aggiornate all'8 maggio 2016
| Stagione           | Squadra            | Campionato         | Campionato | Campionato | Coppe nazionali | Coppe nazionali | Coppe nazionali | Coppe continentali | Coppe continentali | Coppe continentali | Altre coppe | Altre coppe | Altre coppe | Totale | Totale |
| Stagione           | Squadra            | Comp               | Pres       | Reti       | Comp            | Pres            | Reti            | Comp               | Pres               | Reti               | Comp        | Pres        | Reti        | Pres   | Reti   |
| ------------------ | ------------------ | ------------------ | ---------- | ---------- | --------------- | --------------- | --------------- | ------------------ | ------------------ | ------------------ | ----------- | ----------- | ----------- | ------ | ------ |
| 2004-2005          | AZ Alkmaar         | ED                 | 3          | 0          | CO              | 0               | 0               | CU                 | 2                  | 0                  | -           | -           | -           | 5      | 0      |
| 2005-2006          | AZ Alkmaar         | ED                 | 7          | 0          | CO              | 0               | 0               | CU                 | 2                  | 1                  | -           | -           | -           | 9      | 1      |
| 2005-2006          | Feyenoord          | ED                 | 16+2       | 0+0        | CO              | 0               | 0               | CU                 | -                  | -                  | -           | -           | -           | 18     | 0      |
| 2006-2007          | Feyenoord          | ED                 | 20         | 1          | CO              | 0               | 0               | CU                 | 1                  | 0                  | -           | -           | -           | 21     | 1      |
| 2007-2008          | Feyenoord          | ED                 | 4          | 1          | CO              | 0               | 0               | -                  | -                  | -                  | -           | -           | -           | 4      | 1      |
| 2008-2009          | Feyenoord          | ED                 | -          | -          | CO              | -               | -               | CU                 | -                  | -                  | -           | -           | -           | -      | -      |
| 2009-2010          | Feyenoord          | ED                 | 32         | 4          | CO              | 7               | 1               | -                  | -                  | -                  | -           | -           | -           | 39     | 5      |
| 2010-2011          | Feyenoord          | ED                 | 26         | 2          | CO              | 0               | 0               | UEL                | 2                  | 0                  | -           | -           | -           | 28     | 2      |
| 2011-2012          | Feyenoord          | ED                 | 34         | 0          | CO              | 2               | 1               | -                  | -                  | -                  | -           | -           | -           | 36     | 1      |
| Totale Feyenoord   | Totale Feyenoord   | Totale Feyenoord   | 132+2      | 8          |                 | 9               | 2               |                    | 3                  | 0                  |             |             |             | 146    | 10     |
| 2012-2013          | Aston Villa        | PL                 | 27         | 2          | FACup+CdL       | 3+1             | 0               | -                  | -                  | -                  | -           | -           | -           | 31     | 2      |
| 2013-2014          | Aston Villa        | PL                 | 32         | 0          | FACup+CdL       | 0+2             | 0               | -                  | -                  | -                  | -           | -           | -           | 34     | 0      |
| 2014-2015          | Aston Villa        | PL                 | 20         | 0          | FACup+CdL       | 3+0             | 0               | -                  | -                  | -                  | -           | -           | -           | 23     | 0      |
| Totale Aston Villa | Totale Aston Villa | Totale Aston Villa | 79         | 2          |                 | 9               | 0               |                    | -                  | -                  |             | -           | -           | 88     | 2      |
| 2015-2016          | AZ Alkmaar         | E                  | 17         | 1          | CO              | 2               | 0               | UEL                | 0                  | 0                  |             | -           | -           | 19     | 1      |
| Totale AZ Alkmaar  | Totale AZ Alkmaar  | Totale AZ Alkmaar  | 27         | 1          |                 | 2               | 0               |                    | 4                  | 1                  |             | -           | -           | 33     | 2      |
| Totale carriera    | Totale carriera    | Totale carriera    | 240        | 11         |                 | 20              | 2               |                    | 9                  | 1                  |             |             |             | 269    | 14     |

### Cronologia presenze e reti in nazionale
| Cronologia completa delle presenze e delle reti in nazionale ― Paesi Bassi | Cronologia completa delle presenze e delle reti in nazionale ― Paesi Bassi | Cronologia completa delle presenze e delle reti in nazionale ― Paesi Bassi | Cronologia completa delle presenze e delle reti in nazionale ― Paesi Bassi | Cronologia completa delle presenze e delle reti in nazionale ― Paesi Bassi | Cronologia completa delle presenze e delle reti in nazionale ― Paesi Bassi | Cronologia completa delle presenze e delle reti in nazionale ― Paesi Bassi | Cronologia completa delle presenze e delle reti in nazionale ― Paesi Bassi |
| Data                                                                       | Città                                                                      | In casa                                                                    | Risultato                                                                  | Ospiti                                                                     | Competizione                                                               | Reti                                                                       | Note                                                                       |
| -------------------------------------------------------------------------- | -------------------------------------------------------------------------- | -------------------------------------------------------------------------- | -------------------------------------------------------------------------- | -------------------------------------------------------------------------- | -------------------------------------------------------------------------- | -------------------------------------------------------------------------- | -------------------------------------------------------------------------- |
| 8-10-2005                                                                  | Praga                                                                      | Rep. Ceca                                                                  | 0 – 2                                                                      | Paesi Bassi                                                                | Qual. Mondiali 2006                                                        | -                                                                          | 57’                                                                        |
| 12-11-2005                                                                 | Amsterdam                                                                  | Paesi Bassi                                                                | 1 – 3                                                                      | Italia                                                                     | Amichevole                                                                 | -                                                                          | 60’                                                                        |
| 3-3-2010                                                                   | Amsterdam                                                                  | Paesi Bassi                                                                | 2 – 1                                                                      | Stati Uniti                                                                | Amichevole                                                                 | -                                                                          | 46’                                                                        |
| 11-8-2010                                                                  | Donec'k                                                                    | Ucraina                                                                    | 1 – 1                                                                      | Paesi Bassi                                                                | Amichevole                                                                 | -                                                                          |                                                                            |
| 29-2-2012                                                                  | Londra                                                                     | Inghilterra                                                                | 2 – 3                                                                      | Paesi Bassi                                                                | Amichevole                                                                 | -                                                                          | 82’                                                                        |
| 30-5-2012                                                                  | Rotterdam                                                                  | Paesi Bassi                                                                | 2 – 0                                                                      | Slovacchia                                                                 | Amichevole                                                                 | -                                                                          | 46’                                                                        |
| 2-6-2012                                                                   | Amsterdam                                                                  | Paesi Bassi                                                                | 6 – 0                                                                      | Irlanda del Nord                                                           | Amichevole                                                                 | 1                                                                          |                                                                            |
| 9-6-2012                                                                   | Charkiv                                                                    | Paesi Bassi                                                                | 0 – 1                                                                      | Danimarca                                                                  | Euro 2012 - 1º turno                                                       | -                                                                          |                                                                            |
| 17-6-2012                                                                  | Charkiv                                                                    | Portogallo                                                                 | 2 – 1                                                                      | Paesi Bassi                                                                | Euro 2012 - 1º turno                                                       | -                                                                          |                                                                            |
| 7-9-2012                                                                   | Amsterdam                                                                  | Paesi Bassi                                                                | 2 – 0                                                                      | Turchia                                                                    | Qual. Mondiali 2014                                                        | -                                                                          | 86’                                                                        |
| 11-9-2012                                                                  | Budapest                                                                   | Ungheria                                                                   | 1 – 4                                                                      | Paesi Bassi                                                                | Qual. Mondiali 2014                                                        | -                                                                          |                                                                            |
| 12-10-2012                                                                 | Rotterdam                                                                  | Paesi Bassi                                                                | 3 – 0                                                                      | Andorra                                                                    | Qual. Mondiali 2014                                                        | -                                                                          |                                                                            |
| 16-10-2012                                                                 | Bucarest                                                                   | Romania                                                                    | 1 – 4                                                                      | Paesi Bassi                                                                | Qual. Mondiali 2014                                                        | -                                                                          |                                                                            |
| 14-11-2012                                                                 | Amsterdam                                                                  | Paesi Bassi                                                                | 0 – 0                                                                      | Germania                                                                   | Amichevole                                                                 | -                                                                          |                                                                            |
| 7-6-2013                                                                   | Giacarta                                                                   | Indonesia                                                                  | 0 – 3                                                                      | Paesi Bassi                                                                | Amichevole                                                                 | -                                                                          |                                                                            |
| 11-6-2013                                                                  | Pechino                                                                    | Cina                                                                       | 0 – 2                                                                      | Paesi Bassi                                                                | Amichevole                                                                 | -                                                                          |                                                                            |
| 10-9-2013                                                                  | Andorra la Vella                                                           | Andorra                                                                    | 0 – 2                                                                      | Paesi Bassi                                                                | Qual. Mondiali 2014                                                        | -                                                                          | 79’                                                                        |
| 11-10-2013                                                                 | Amsterdam                                                                  | Paesi Bassi                                                                | 8 – 1                                                                      | Ungheria                                                                   | Qual. Mondiali 2014                                                        | -                                                                          |                                                                            |
| 15-10-2013                                                                 | Istanbul                                                                   | Turchia                                                                    | 0 – 2                                                                      | Paesi Bassi                                                                | Qual. Mondiali 2014                                                        | -                                                                          |                                                                            |
| 16-11-2013                                                                 | Genk                                                                       | Giappone                                                                   | 2 – 2                                                                      | Paesi Bassi                                                                | Amichevole                                                                 | -                                                                          | 87’                                                                        |
| 19-11-2013                                                                 | Amsterdam                                                                  | Paesi Bassi                                                                | 0 – 0                                                                      | Colombia                                                                   | Amichevole                                                                 | -                                                                          |                                                                            |
| 5-3-2014                                                                   | Saint-Denis                                                                | Francia                                                                    | 2 – 0                                                                      | Paesi Bassi                                                                | Amichevole                                                                 | -                                                                          |                                                                            |
| 31-5-2014                                                                  | Rotterdam                                                                  | Paesi Bassi                                                                | 1 – 0                                                                      | Ghana                                                                      | Amichevole                                                                 | -                                                                          |                                                                            |
| 4-6-2014                                                                   | Amsterdam                                                                  | Paesi Bassi                                                                | 2 – 0                                                                      | Galles                                                                     | Amichevole                                                                 | -                                                                          |                                                                            |
| 13-6-2014                                                                  | Salvador                                                                   | Spagna                                                                     | 1 – 5                                                                      | Paesi Bassi                                                                | Mondiali 2014 - 1º turno                                                   | -                                                                          |                                                                            |
| 18-6-2014                                                                  | Porto Alegre                                                               | Australia                                                                  | 2 – 3                                                                      | Paesi Bassi                                                                | Mondiali 2014 - 1º turno                                                   | -                                                                          |                                                                            |
| 23-6-2014                                                                  | San Paolo                                                                  | Paesi Bassi                                                                | 2 – 0                                                                      | Cile                                                                       | Mondiali 2014 - 1º turno                                                   | -                                                                          |                                                                            |
| 29-6-2014                                                                  | Fortaleza                                                                  | Paesi Bassi                                                                | 2 – 1                                                                      | Messico                                                                    | Mondiali 2014 - Ottavi di finale                                           | -                                                                          |                                                                            |
| 5-7-2014                                                                   | Salvador                                                                   | Paesi Bassi                                                                | 0 – 0 dts (4 – 3 dtr)                                                      | Costa Rica                                                                 | Mondiali 2014 - Quarti di finale                                           | -                                                                          |                                                                            |
| 9-7-2014                                                                   | San Paolo                                                                  | Paesi Bassi                                                                | 0 – 0 dts (2 – 4 dtr)                                                      | Argentina                                                                  | Mondiali 2014 - Semifinale                                                 | -                                                                          |                                                                            |
| 12-7-2014                                                                  | Brasilia                                                                   | Brasile                                                                    | 0 – 3                                                                      | Paesi Bassi                                                                | Mondiali 2014 - 3º posto                                                   | -                                                                          |                                                                            |
| 12-11-2014                                                                 | Amsterdam                                                                  | Paesi Bassi                                                                | 2 – 3                                                                      | Messico                                                                    | Amichevole                                                                 | -                                                                          | 24’                                                                        |
| Totale                                                                     |                                                                            | Presenze                                                                   | 32                                                                         |                                                                            | Reti                                                                       | 1                                                                          |                                                                            |